# Oligosarcus itau
Oligosarcus itau es una especie de pez de agua dulce del género Oligosarcus de la familia Characidae. Se distribuye en el centro-sur de Sudamérica.

## Taxonomía
Esta especie fue descrita originalmente en el año 2011 por los ictiólogos Juan Marco Mirande, Gastón Aguilera y María de las Mercedes Azpelicueta.
Esta especie se diagnostica por poseer en el dentario y fila posterior del premaxilar dientes
tricuspidados y pentacuspidados; por mostrar 2 filas de dientes premaxilares; por la presencia en el ectopterigoides de una fila de 3 a 4 dientes con forma tricúspide a cónica; por contar su aleta anal con 21 a 23 radios y por poseer 41 o 42 escamas perforadas en su línea lateral. 
Oligosarcus itau fue considerada en un principio como un taxón innominado integrante del género Astyanacinus.

## Distribución geográfica
Esta especie es endémica de cursos fluviales de la Argentina.